# Hope Emerson
Hope Emerson (ur. 29 października 1897 zm. 25 kwietnia 1960) – amerykańska aktorka filmowa i telewizyjna. Została nominowana do Oscara (za drugoplanową rolę w Uwięzionej) i do nagrody Emmy (za rolę w serialu TV Peter Gunn).

## Filmografia
Seriale TV
- 1948: Studio One jako Pani Flower
- 1952: I Married Joan jako Minerva Parker
- 1956: Playhouse 90 jako Pani Downey
- 1958: Peter Gunn jako Matka

Filmy
- 1948: Krzyk miasta jako Rose Given
- 1950: Uwięziona jako Evelyn Harper
- 1952: Uprzejmie informujemy, że nie są państwo małżeństwem jako Wiejska żona
- 1955: Siła uczuć jako Maria DeGroot
- 1958: Rock-a-Bye Baby